# Unity (Sun-Ra-Album)
Unity ist ein Jazzalbum von Sun Ra. Die im New Yorker Jazzclub Storyville am 24. und 29. Oktober 1977 entstandenen Aufnahmen erschienen 1978 auf dem italienischen Label Horo, 1979 in Japan auf RCA Records.

## Hintergrund
George Wein eröffnete im Februar 1976 einen Jazzclub in Manhattan, der genauso hieß wie sein früherer Club in Boston. Er war in der East 58th Street, zwischen Madison und Park Avenue.
Bei Auftritten von Sun Ra im Jazzclub Wein’s Storyville mit einer 16-köpfigen Band im Herbst 1977 entstand Unity. Von den 15 Stücken des Albums sind zehn Titel keine eigenen Werke, sondern entweder Jazzstandards von Künstlern wie Fletcher Henderson („Yeah Man“), Jelly Roll Morton („King Porter Stomp“), Duke Ellington, Tadd Dameron („Lady Bird“) und Miles Davis („Half Nelson“) oder Titel des Great American Songbook wie „Yesterdays“ (1933), „Rose Room“ und „My Favorite Things“ von 1959.
Der Mitschnitt entstand kurz nach den Aufnahmen des Albums Some Blues but not the Kind That’s Blue und vor The Soul Vibrations of Man, einem in ähnlicher Besetzung entstandenen Mitschnitt des Arkestra aus The Jazz Showcase, Chicago. Allerdings ist „The Satellites [Are Spinning]“/„Rose Room“ Note für Note identisch mit einer Aufnahme aus Chateauvaillon vom 25. August 1976.
Die Titelangaben auf Horo enthalten zahlreiche Falschschreibungen; in der Titelliste unten sind die Angaben in eckigen Klammern ergänzt.

## Titelliste
- Sun Ra: (Horo HDP 19-20; RCA RVI 9003/9004)[5]

A1 Yesterdays 5:39 (Jerome Kern, Otto Harbach)
A2 Lightnin’ 2:37 (Duke Ellington)
A3 How Am I to Know? (Jack King, Dorothy Parker)
A4 Lights [on a Satellite] 9:33 (Sun Ra)
B1 Yeah Man 5:32 (Noble Sissle, Fletcher Henderson)
B2 King Porter Stomp 3:01 (Jelly Roll Morton)
B3 Images 4:04 (Sun Ra)
B4 Penthouse Serenade 10:31 (Val Burton, Will Jason)
C1 Lady Bird 4:10 (Tadd Dameron)
C2 Half Nelson 8:00 (Miles Davis)
C3 Halloween [in Harlem] 6:02 (Sun Ra)
C4 My Favorite Things 6:00 (Oscar Hammerstein, Richard Rodgers)
D1 The Satellites [are Spinning] 7:30 (Sun Ra)
D2 Rose Room 9:37 (Art Hickman, Harry Williams)
D3 Enlight[en]ment 2:06 (Hobart Dotson-Sun Ra)

## Rezeption
Sean Kitching schrieb in The Quietus, Unity werde weithin als eines der besten Live-Alben von Sun Ra angesehen. Die Standards würden mit solch unglaublicher Leidenschaft und Musikalität vorgetragen, wobei Sun Ras Arrangements sowohl ihren Schöpfern Tribut zollten als auch ihre eigene einzigartige Identität erlangten, dass diese Platte mehr als jede andere auf dieser Liste ein Gefühl dafür vermittle, wozu das Sun Ra Arkestra in der Lage war (und gelegentlich immer noch) ist. „How Am I to Know“ sei ein herrliches Call-and-Response-Stück, das durch Wiederholung eine Art mantrischen Zustand erreiche. Fletcher Hendersons „Yeah Man“ sei eine wilde, zum Stampfen mit den Füßen anregende Nummer, die daran erinnere, wie sehr diese Art von Musik „der ekstatische Sound des musikliebenden Hedonisten seiner Zeit“ war. Jelly Roll Mortons „King Porter Stomp“ klinge sogar noch besser, ein wahnsinnig wirbelnder Tanz der Bläser mit John Gilmores glorreichem Tenorsaxophon-Solo, das in die Stratosphäre abhebe.
Michael G. Nastos verlieh dem Album in Allmusic viereinhalb Sterne und schrieb, dies sei das beste Live-Album des Sun Ra Arkestra. Es sei geladen mit Standards und zeige eine unglaubliche Musikalität.
Nicht unerwähnt bleiben darf auch die kongeniale Coverversion von 'My favorite things'.